# 惠阳县小星山战斗纪念碑
惠东县小星山战斗纪念碑，位于中国广东省惠州市惠东县港口镇大星山顶，为惠东县的一个县级文物保护单位，类型为近现代重要史迹及代表性建筑，公布时间为1987年。
惠东县小星山战斗纪念碑建于1963年10月。